# Vernonia pyrrhopappus
Vernonia pyrrhopappus là một loài thực vật có hoa trong họ Cúc. Loài này được Sch.Bip. ex Klatt miêu tả khoa học đầu tiên năm 1885.